# Ronde van Lombardije 1962
De Ronde van Lombardije 1962 was de 56e editie van deze eendaagse Italiaanse wielerwedstrijd, en werd verreden op zaterdag 20 oktober 1962. Het parcours leidde van Milaan naar Como en ging over een afstand van 253 kilometer. 
De Nederlander Jo de Roo won de sprint van de Italiaan Livio Trape. De Roo was de eerste Nederlandse winnaar van de koers van de vallende bladeren. 

## Uitslag
| Ronde van Lombardije 1962 |                |                           |          |
| Plaats                    | Naam           | Ploeg                     | Tijd     |
| Winnaar                   | Jo de Roo      | Helyett-Fynsec-Hutchinson | 7u05'58" |
| 2                         | Livio Trape    | Ghigi                     | z.t.     |
| 3                         | Alcide Cerato  | Molteni                   | + 51"    |
| 4                         | Emile Daems    | Philco                    | z.t.     |
| 5                         | Vito Taccone   | Atala                     | + 1' 57" |
| 6                         | Angelo Contern | Carpano                   | + 2' 12" |
| 7                         | Ercole Baldini | Ignis–Moschettieri        | + 2' 24" |
| 8                         | Armand Desmet  | Flandria–Faema–Clément    | z.t.     |
| 9                         | Jos Hoevenaers | Philco                    | + 3' 37" |
| 10                        | Idrio Bui      | Ignis–Moschettieri        | z.t.     |

1905 · 1906 · 1907 · 1908 · 1909 · 1910 · 1911 · 1912 · 1913 · 1914 · 1915 · 1916 · 1917 · 1918 · 1919 · 1920 · 1921 · 1922 · 1923 · 1924 · 1925 · 1926 · 1927 · 1928 · 1929 · 1930 · 1931 · 1932 · 1933 · 1934 · 1935 · 1936 · 1937 · 1938 · 1939 · 1940 · 1941 · 1942 · 1943 · 1944 · 1945 · 1946 · 1947 · 1948 · 1949 · 1950 · 1951 · 1952 · 1953 · 1954 · 1955 · 1956 · 1957 · 1958 · 1959 · 1960 · 1961 · 1962 · 1963 · 1964 · 1965 · 1966 · 1967 · 1968 · 1969 · 1970 · 1971 · 1972 · 1973 · 1974 · 1975 · 1976 · 1977 · 1978 · 1979 · 1980 · 1981 · 1982 · 1983 · 1984 · 1985 · 1986 · 1987 · 1988 · 1989 · 1990 · 1991 · 1992 · 1993 · 1994 · 1995 · 1996 · 1997 · 1998 · 1999 · 2000 · 2001 · 2002 · 2003 · 2004 · 2005 · 2006 · 2007 · 2008 · 2009 · 2010 · 2011 · 2012 · 2013 · 2014 · 2015 · 2016 · 2017 · 2018 · 2019 · 2020 · 2021 · 2022 · 2023 · 2024 · 2025